# الحبيل (مودية)

تعديل مصدري - تعديل

الحبيل هي إحدى قرى عزلة مودية بمديرية مودية التابعة لمحافظة أبين، بلغ تعداد سكانها 208 نسمة حسب تعداد اليمن لعام 2004.